# Kuzu Kuzu
A Kuzu Kuzu ("Mint egy bárány") Tarkan első kiadott kislemeze volt Törökországban, mely annak ellenére, hogy a török zenei piac album-orientált, a legtöbbet eladott kislemez lett az ország történetében. 2001-ben jelent meg nem sokkal a Karma album előtt, a dalhoz készített videót Metin Arolat rendezte.

## Dalok
- Kuzu Kuzu (Mint egy bárány) (2001, CD kislemez, Turkish Edition, Istanbul Plak)
  - 1: "Kuzu Kuzu" (Orijinal Versiyon) (3:50)
  - 2: "Kuzu Kuzu" (DkEVRIM Mix) (5:43)
  - 3: "Kuzu Kuzu" (Kivanch K Mix) (8:36)
  - 4: "Kuzu Kuzu" (Ozinga Mix) (8:43)
  - 5: "Kuzu Kuzu" (Akustik Versiyon) (3:40)

### Feldolgozások
A dalt feldolgozták:
- Elissa – Shou Il Hal (arab)
- Andrea del Valle – Condenado a amar[halott link] (spanyol)